# Ranunculus glacialis
Ranunculus glacialis — вид трав'янистих рослин родини Жовтецеві (Ranunculaceae), поширений ув арктичних і гірських областях Європи, Північної Америки та Азії. Етимологія: лат. glacialis — «заморожений, льодовиковий».

## Морфологічна характеристика
Це багаторічні трав'янисті рослини заввишки 5–20 см. Стебла висхідні, голі, блискучі, лілові. Листки чергові, прикореневі листки довгочерешкові, стеблові — безчерешкові. Пластини прикореневого листя досить круглі (подовжені), м'ясисті, блискучі, глибоко розсічені, 1–4 × 1.6–4.4 см. Пластини стеблового листя округлі, багато-лопатеві. Суцвіття — 1–2 квітки на кінці стебла. Квіти: віночки радіально-симетричні, спочатку білі, потім червонуваті, 20–25 мм в діаметрі; пелюсток 5, розмірами 9–15 × 7–14(18) мм; чашолистків 5, нижні сторони щільно коричнево-волосаті, довговічні, 7–12 × 4–9 мм; тичинок кілька. Плоди — голі, 2–3.2 мм завдовжки сім'янки з 0.7–1.6 мм довжиною, загостреними кінчиками. Сім'янки ростуть по кілька разом.
Розмноження відбувається насінням; немає вегетативного розмноження. Квіти пристосовані до запилення комахами; зміна кольору від білого до фіалкового вважається сигналом для комах. Немає жодних спеціальних пристосувань для розсіювання насіння. 

## Поширення
Виділяють два підвиди:  
R. glacialis glacialis, поширений у Ґренландії та Європі (Ісландія, Скандинавія, Фарерські о-ви, Шпіцберген, пн.-зх. Росія, високі гори центральної й південної Європи: Альпи, Піренеї, Карпати, Сьєрра-Невада); 
R. glacialis alaskensis, поширений в Азії (Далекосхідна Росія) й Північній Америці (Аляска). 
Зазвичай росте на вологих, добре дренованих, кислих субстратах. На Фінстераархорні мешкає на висоті понад 4200 м.

## Галерея

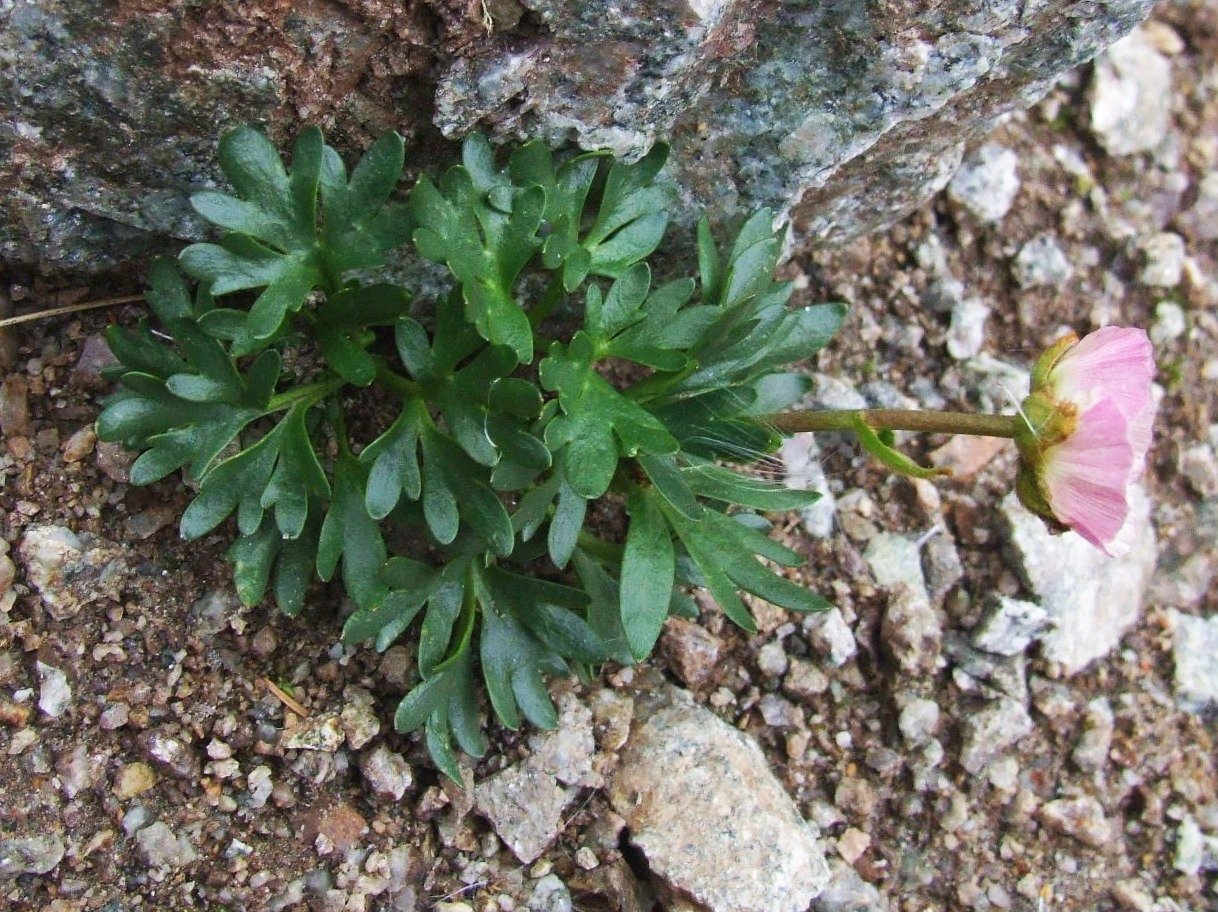
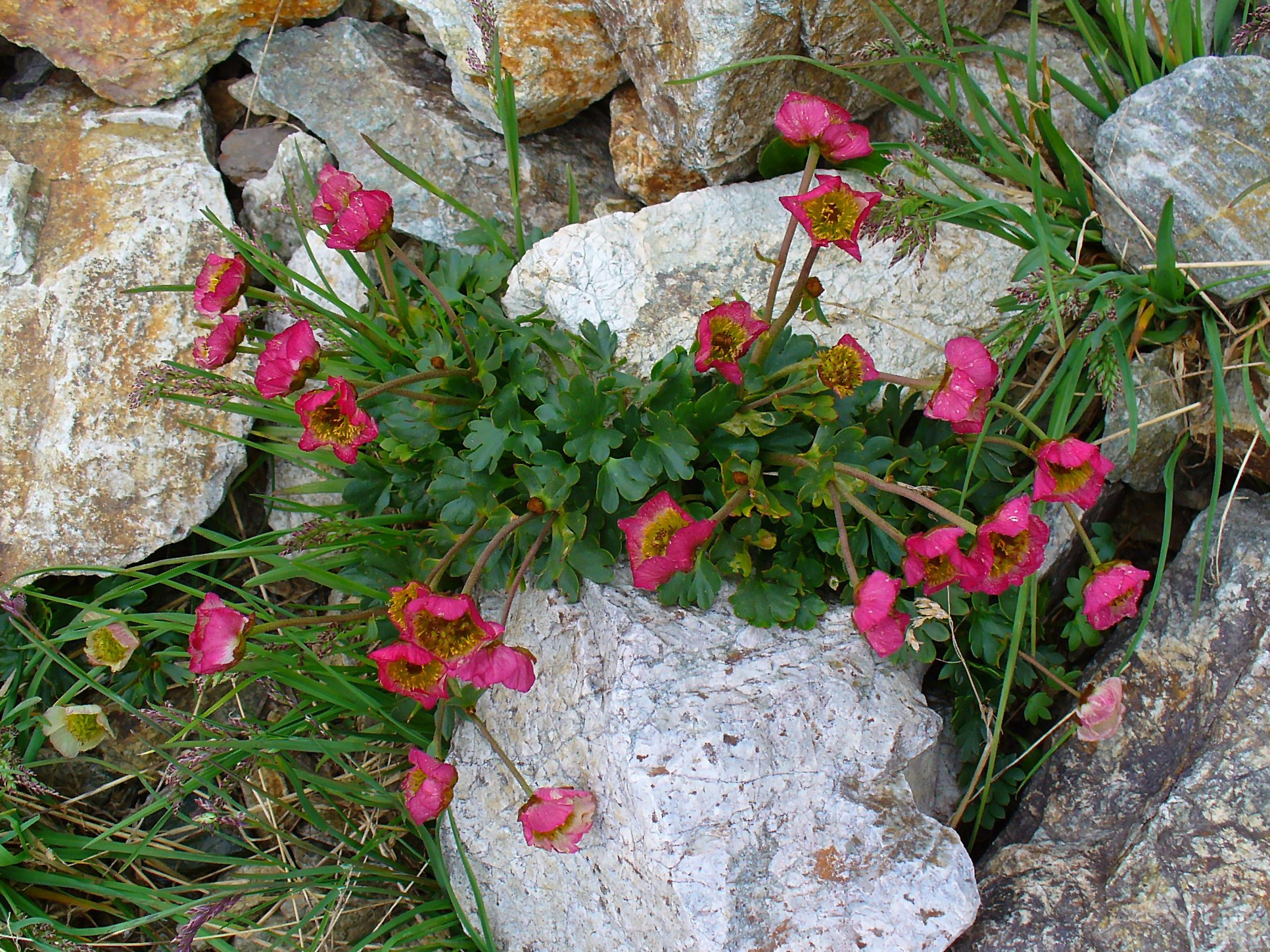
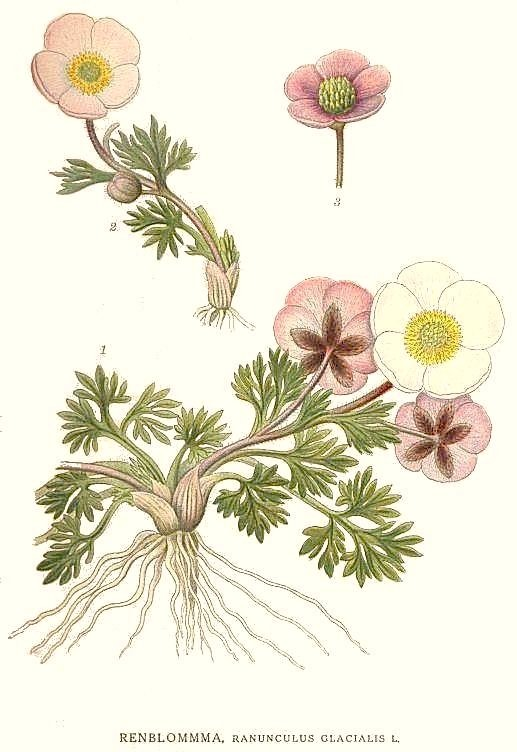
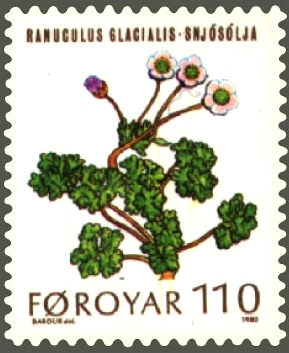